# Liste der Einträge im National Register of Historic Places im Houston County (Texas)
Die Liste der Registered Historic Places im Houston County führt alle Bauwerke und historischen Stätten im texanischen Houston County auf, die in das National Register of Historic Places aufgenommen wurden.

## Aktuelle Einträge
| Lfd. Nr. | Name im NRHP                                                   | Bild | Datum der Eintragung | Adresse/Lage       | Ort      | NRHP-ID  | Beschreibung |
| -------- | -------------------------------------------------------------- | ---- | -------------------- | ------------------ | -------- | -------- | ------------ |
| 1        | Downes-Aldrich House                                           |      | 19. Apr. 1978        | 206 N. 7th St.     | Crockett | 78002957 |              |
| 2        | Houston County Courthouse                                      |      | 10. Mai 2010         | 401 E Houston Ave  | Crockett | 10000248 |              |
| 3        | Mary Allen Seminary for Colored Girls, Administration Building |      | 12. Mai 1983         | 803 N. 4th St.     | Crockett | 83004514 |              |
| 4        | Monroe-Crook House                                             |      | 31. März 1971        | 707 E. Houston St. | Crockett | 71000940 |              |
| 5        | Westerman Mound                                                |      | 21. Juni 1971        | Address Restricted | Kennard  | 71000941 |              |